# Elaphoglossum obscurum
Elaphoglossum obscurum är en träjonväxtart som först beskrevs av Fourn., och fick sitt nu gällande namn av Carl Frederik Albert Christensen. Elaphoglossum obscurum ingår i släktet Elaphoglossum och familjen Dryopteridaceae. Inga underarter finns listade.